# 1900 في ألمانيا
فيما يلي قوائم الأحداث التي وقعت خلال عام 1900 في ألمانيا.

## سياسة

### تعيين في المنصب
- 17 أكتوبر – برنارت فون بولوف مستشار ألمانيا.

### انتهاء فترة المنصب
- 17 أكتوبر – الأمير شلودفيغ مستشار ألمانيا.

## مواليد

### يناير
- 1 يناير – تيودور ليوبولد درّاج طريق ألماني.
- 1 يناير – غيرهارد كونتشر[1]
- 1 يناير – مارجريت التمان

### فبراير
- 11 فبراير – هانز جورج جادامير فيلسوف ألماني.[2]
- 26 فبراير – فريتس فيسنر

### مارس
- 2 مارس – كورت ويل ملحن ألماني.[3]
- 15 مارس – إرنست نيوفيرت مهندس معماري ألماني.[4]
- 15 مارس – فرانز أوليندورف فيزيائي إسرائيلي.[5]
- 23 مارس – إريك فروم[6]

### أبريل
- 3 أبريل – شلومو دوف جويتين[7]
- 17 أبريل – غبهارد مولر رئيس الوزراء الثاني لولاية بادن فورتمبيرغ (1953-1958).[8]
- 28 أبريل – هاينرش مولر

### مايو
- 10 مايو – إرنست إيسينج فيزيائي ألماني.
- 23 مايو – هانز فرانك[9]

### يونيو
- 9 يونيو – ويلهلم كيلر كاتب ومؤلف ألماني.
- 17 يونيو – مارتين بورمان[10]
- 20 يونيو – هانز فالتر أوست صحفي ألماني.
- 22 يونيو – أوسكار فيشتينغر فنان ألماني.[11]
- 22 يونيو – هانس بارون[12]

### أغسطس
- 25 أغسطس – هانس كريبس[13]
- 30 أغسطس – نيكولاس دي كروستا كاتب ألماني.

### سبتمبر
- 18 سبتمبر – فالتر فينك ضابط ألماني.[14]
- 28 سبتمبر – أوتو براون كاتب ألماني.[15]
- 29 سبتمبر – أوغوستا فان بيلز[16]

### أكتوبر
- 7 أكتوبر – هاينريش هيملر سياسي ألماني.[17]
- 15 أكتوبر – فريتز فيلد[18]

### نوفمبر
- 3 نوفمبر – أدولف داسلر[19]
- 19 نوفمبر – أنا زيجرس كاتبة ألمانية.[20]
- 25 نوفمبر – رودولف هوس[21]

### ديسمبر
- 21 ديسمبر – أودا شيفر كاتبة ألمانية.[22]

## وفيات

### فبراير
- 3 فبراير – هيرمان شيفر (مواليد 1824)

### مارس
- 3 مارس – جورج فريدريك فيلهلم (مواليد 1832) عالم فلك ألماني.
- 6 مارس – غوتليب دايملر (مواليد 1834)[23]
- 15 مارس – إلوين برونو كريستوفل (مواليد 1829) رياضياتي ألماني.[24]
- 15 مارس – غوستاف كارستن (مواليد 1820) فيزيائي ألماني.

### أبريل
- 16 أبريل – دانكمار أدلر (مواليد 1844)[25]

### أغسطس
- 7 أغسطس – فلهلم ليبكنخت (مواليد 1826)[26]
- 25 أغسطس – فريدريك نيتشه (مواليد 1844) فيلسوف ألماني.[27]

### سبتمبر
- 27 سبتمبر – ألبرت برنارد فرانك (مواليد 1839)[28]

### أكتوبر
- 28 أكتوبر – ماكس مولر (مواليد 1823)[29]